# دیوید هرد

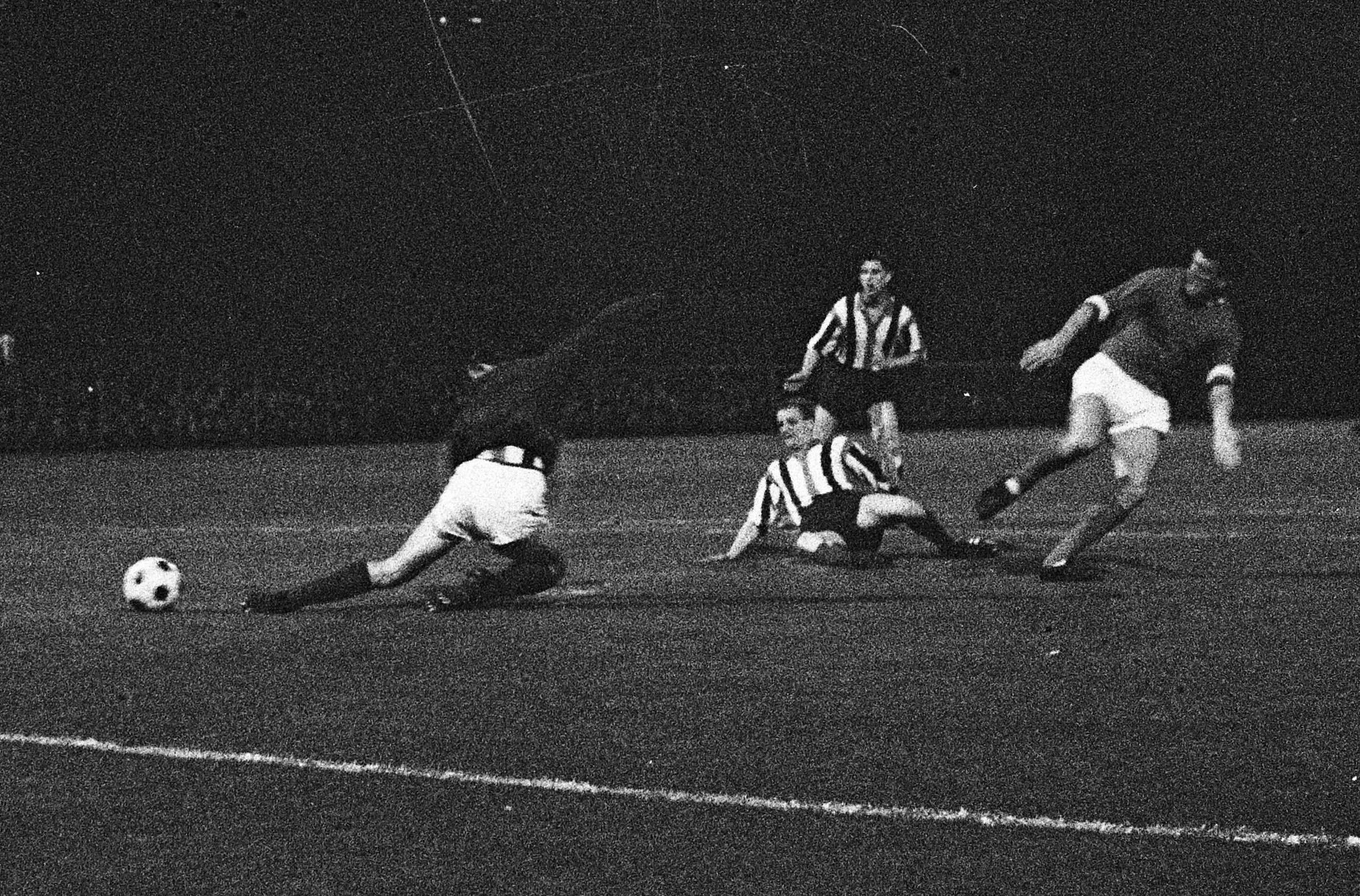
دیوید هرد (نفر اول سمت راست تصویر) - ۱۹۶۳

دیوید هرد (انگلیسی: David Herd؛ زادهٔ ۱۵ آوریل ۱۹۳۴ - درگذشته ۱ اکتبر ۲۰۱۶) یک بازیکن فوتبال اهل اسکاتلند بود.
از باشگاه‌های فوتبالی که در آن بازی کرد می‌توان به منچستر یونایتد، استوک‌پورت کانتی، آرسنال، و استوک سیتی اشاره کرد.